# GIOVE
GIOVE, previamente conocido como GSTB (Galileo System Testbed), es el nombre dado a cada uno de los cuatro satélites que serán construidos para validar el sistema de posicionamiento Galileo.
GIOVE es un acrónimo de Galileo In-Orbit Validation Element; también es la palabra en italiano para  "Júpiter". Fue elegido en honor a Galileo Galilei, quien descubrió del primero de los cuatro satélites naturales de Júpiter, y posteriormente describió que podían ser usados como un reloj universal para obtener la longitud de un punto sobre la superficie de la Tierra.